# 萬仁
萬仁（1950年—），台灣導演，生於台北市，東吳大學畢業。1980年代曾與其他台灣新電影導演共創「新浪潮電影公司」，現在自設「萬仁電影有限公司」。他的作品以關注及批判台灣政治與台灣社會為主，被視為台灣新電影重要導演之一。其妻蘇明明為演員。他在1996年榮獲中國文藝協會頒發的中國文藝獎章電影導演獎。

## 作品
- 1983年《兒子的大玩偶》第三段：《蘋果的滋味》
- 1984年《油麻菜籽》
- 1985年《超級市民》
- 1987年《惜別海岸》
- 1991年《胭脂》
- 1995年《超級大國民》
- 1998年《超級公民》
- 2001年《傀儡天使》
- 2004年《風中緋櫻：霧社事件》台灣公共電視20集電視連續劇
- 2007年《亂世豪門》台灣公共電視20集電視連續劇
- 2013年《跨海跳探戈》（上映後更名為《車拼》）

## 外部連結
- 萬仁的Facebook專頁
- 中文電影資料庫——萬仁
- 萬仁在互联网电影资料库（IMDb）上的資料（英文）（英文）
- 萬仁在香港影庫上的簡介
- 萬仁在时光网上的簡介（简体中文）
- 萬仁在豆瓣上的资料（简体中文）